# Alue Sikaya
Alue Sikaya is een bestuurslaag in het regentschap Aceh Barat van de provincie Atjeh, Indonesië. Alue Sikaya telde 320 inwoners volgens de volkstelling in 2010. In 2016 was dit aantal gestegen tot 358.